# Euphaedra justitia
Euphaedra justitia är en fjärilsart som beskrevs av Otto Staudinger 1886. Euphaedra justitia ingår i släktet Euphaedra och familjen praktfjärilar. Inga underarter finns listade i Catalogue of Life.